# Narvesenprisen
Narvesenprisen (Nagroda Narvesenu) – dawna nagroda publicystyczna w Norwegii, przyznawana w latach 1954–1990 za wybitne osiągnięcia dziennikarskie w danym roku. Organizatorem była norweska sieć sklepów Narvesen (zajmująca się dystrybucją prasy, książek itp.), jednak za typowanie zwycięzców odpowiadało Norweskie Stowarzyszenie Prasowe (nor. Norsk Presseforbund).

## Zwycięzcy
| Rok  | Zwycięzca                                 | Firma/czasopismo                         |
| ---- | ----------------------------------------- | ---------------------------------------- |
| 1954 | Anders Buraas                             | Arbeiderbladet                           |
| 1955 | Gösta Hammarlund                          | Dagbladet                                |
| 1956 | Asbjørn Barlaup                           | Verdens Gang                             |
| 1957 | Jorunn Johnsen                            | Aftenposten                              |
| 1958 | Henry Imsland                             | Stavanger Aftenblad                      |
| 1959 | Terje Baalsrud                            | Norges Handels- og Sjøfartstidende       |
| 1960 | P. Chr. Andersen i Henning Sinding-Larsen | Aftenposten                              |
| 1961 | Jacob R. Kuhnle                           | Morgenavisen                             |
| 1962 | Gidske Anderson                           | Arbeiderbladet oraz Oppland Arbeiderblad |
| 1963 | Arne Hestenes                             | Dagbladet                                |
| 1964 | Einar Eriksen                             | Bergens Tidende                          |
| 1965 | Erik Bye                                  | NRK                                      |
| 1966 | Arne H. Halvorsen                         | Stavanger Aftenblad                      |
| 1967 | Richard Herrmann                          | NRK                                      |
| 1968 | Arve Solstad i Per Egil Hegge             | Dagbladet i Aftenposten                  |
| 1969 | Kai Otto Hansen                           | Bergens Arbeiderblad                     |
| 1970 | Sverre Mitsem                             | Tønsbergs Blad                           |
| 1971 | Asbjørn Larsen i Lars Sigurd Sunnanå      | Aftenposten i NRK                        |
| 1972 |                                           | Fædrelandsvennen                         |
| 1973 | Ellen Auensen i Gunnar Filseth            | Morgenbladet i Aftenposten               |
| 1974 | Gerd Benneche                             | Dagbladet                                |
| 1975 | Rolf W. Thanem i Geir Tønset              | Adresseavisen                            |
| 1976 | Berit Eriksen                             |                                          |
| 1977 | Terje Gammelsrud                          |                                          |
| 1978 | Hans Melien                               | Adresseavisen                            |
| 1979 | Rolf M. Aagaard                           | Aftenposten                              |
| 1980 | Arne Skouen                               | Dagbladet                                |
| 1981 | Erling Borgen i John Olav Egeland         | NRK i Dagbladet                          |
| 1982 |                                           | Vårt Land                                |
| 1983 | Kjell Gjerseth                            |                                          |
| 1984 | Knut Fjeld                                | Østlendingen                             |
| 1985 | Kjell Øvre-Helland                        | Bergens Tidende                          |
| 1986 | Veslemøy Kjendsli                         | NRK P2                                   |
| 1987 | Per A. Christiansen                       | Aftenposten                              |
| 1988 | Dagmar Loe                                | NRK                                      |
| 1989 | Tor-Erik Røberg-Larsen i Per Ellingsen    | Arbeiderbladet                           |
| 1990 | Hans-Wilhelm Steinfeld                    | NRK                                      |